# Auto Union
La Auto Union AG è stato un gruppo industriale automobilistico, nato dall'unione delle quattro case automobilistiche tedesche DKW, Audi, Horch e Wanderer. Tale gruppo fu fondato nel 1932 a Chemnitz, Sassonia per fare fronte alla Grande depressione. Lo stemma della casa era una figura costituita da quattro cerchi interconnessi allineati orizzontalmente stanti a significare l'unione delle quattro case, anche se in realtà Audi era già stata acquisita da DKW nel 1928.

## Storia

### Le premesse e la nascita del gruppo

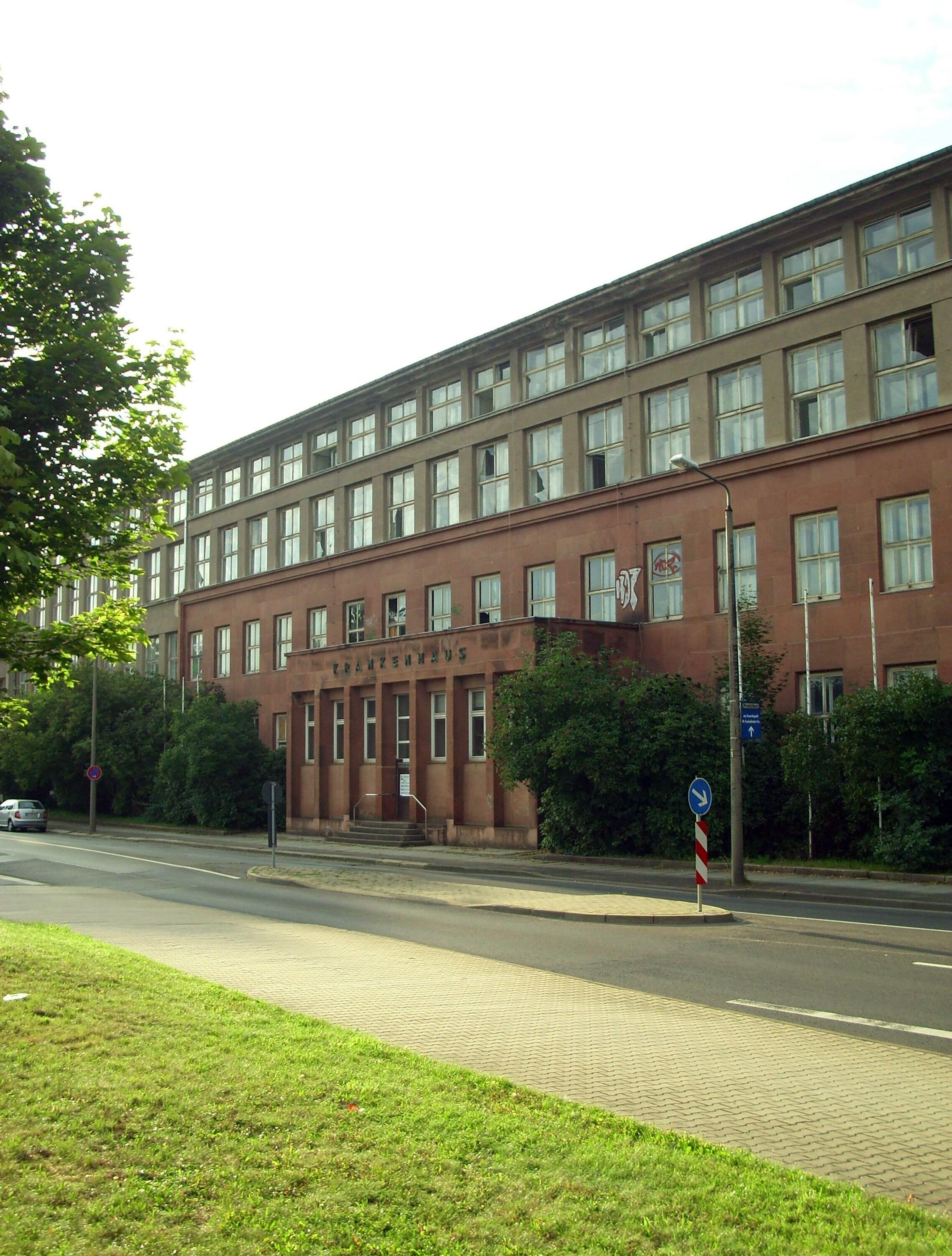
La vecchia sede dell'Auto Union a Chemnitz

Negli anni venti del secolo scorso, i quattro marchi che in seguito si sarebbero riuniti sotto l'egida dell'Auto Union, tentarono affannosamente di tornare alla produzione di regime dopo il periodo della iperinflazione che colpì gran parte dell'Europa, ed in particolare la Germania, tra il 1920 ed il 1923. La DKW che avviò la sua ripresa sulla base della produzione motociclistica (di cui nel giro di pochi anni sarebbe divenuta la massima esponente mondiale), tentò di espandere la produzione al settore automobilistico, dapprima producendo le vetture Slaby-Beringer, spostandosi poi su vetture elettriche ed infine su vere e proprie autovetture con motore a due tempi, e dai successi alterni. Se alla DKW andò il merito di aver introdotto la trazione anteriore in Europa sui modelli Front, lo stesso non si poté dire dei modelli a trazione posteriore, equipaggiati con un altro propulsore, quest'ultimo soggetto a frequenti guasti. Gli investimenti per tentare di migliorarlo furono tanti e tali (e di talmente scarso successo) da mettere la Casa di Zschopau in serie difficoltà.
Nello stesso decennio, un'altra Casa della Sassonia, l'Audi di Zwickau si trovò alle prese con grandi difficoltà economiche: dei vari modelli proposti nell'arco degli anni venti, solo quelli dei primi anni del decennio, basati su vecchi progetti d'anteguerra, si rivelarono decisivi per dare una possibilità all'Audi di arrivare al 1928, anno in cui, nonostante tutto, dovette essere rilevata dalla
DKW.
A poche centinaia di metri di distanza, sempre a Zwickau, un'altra Casa automobilistica, la Horch, stava fronteggiando gli anni venti nel miglior modo possibile. Dopo ingenti investimenti volti a rinnovare la gamma, la Horch lanciò sul mercato la vettura che avrebbe dovuto riposizionare la Casa al vertice dei costruttori tedeschi, ossia la 670, equipaggiata con un motore V12 da 6 litri. Purtroppo, la vettura non si rivelò all'altezza delle aspettative e ciò, unito alle forti oscillazioni del mercato delle auto di lusso, portò la Horch in una posizione decisamente precaria, anche se a conti fatti, delle quattro Case coinvolte nella storia dell'Auto Union, la Horch fu quella che si presentò all'appuntamento con la crisi economica del 1929 nelle migliori condizioni.

A Chemnitz, circa 45 km ad est di Zwickau, la Wanderer, già forte del successo della sua produzione motociclistica, dei suoi accessori per ufficio (note erano la macchine per scrivere Continental, prodotte dalla stessa Wanderer) e della Puppchen, si apprestò ad ampliare il ventaglio della gamma automobilistica. Per far fronte alle superiori esigenze produttive, nel 1927 trasferì la produzione nel nuovo e più ampio stabilimento di Siegmar. L'investimento per l'acquisto del nuovo stabilimento, però, ebbe l'effetto di un boomerang nel momento in cui esplose la crisi conseguente al martedì nero di New York. Per fronteggiare l'evento, inizialmente la Wanderer si appoggiò su altre aziende, come la Carrozzeria Gläser, la Daimler-Benz e persino Ferdinand Porsche, che da pochissimo aveva aperto il suo studio di progettazioni. Anzi, fu proprio la Wanderer ad essere la prima cliente dell'estroso ingegnere boemo trapiantato a Stoccarda. L'allora direttore commerciale della Casa di Chemnitz, Klaus-Detlof von Oertzen, intrecciò via via dei rapporti sempre più stretti con Ferdinand Porsche, rapporti che avrebbero avuto dei riscontri negli anni a venire.
A quelle che furono le vicissitudini di ognuna delle quattro Case, vanno aggiunti anche altri risvolti più generali. Innanzitutto non va trascurato l'arrivo in Europa di molti modelli americani, molto concorrenziali perché già da tempo utilizzavano il principio della catena di montaggio che riduceva notevolmente i costi di produzione. Dal canto loro, molte delle principali Case europee, per fronteggiare l'iperinflazione d'inizio anni venti, cercarono soluzioni volte all'abbattimento dei costi di produzione e nel contempo alla massificazione della produzione. Il più tangibile contributo in tal senso venne proprio dalla catena di montaggio e dai principi del taylorismo, che molte Case europee, sia pur in ritardo rispetto ai colleghi d'oltreoceano, adottarono. Ma con il crack della Borsa di New York, tali soluzioni si rivelarono controproducenti, poiché molte Case si ritrovarono ad un regime di sovrapproduzione e moltissime vetture rimasero giacenti nei magazzini.
Furono proprio uomini come von Oertzen, già ai vertici della Wanderer, Richard Bruhn, inviato dalla Staatsbank per risanare i conti della DKW, e Moritz Straus, già detentore del pacchetto di maggioranza della Horch, a traghettare il destino delle quattro aziende verso l'unione sotto il marchio della Auto Union, unione che avvenne il 29 giugno del 1932, data di nascita della Auto Union AG, con sede a Zschopau. Al tavolo del Consiglio di Amministrazione del neonato gruppo tedesco sedettero anche J.S. Rasmussen ed August Horch, storico fondatore sia della Horch che dell'Audi.

### Gli anni pre-bellici

#### La produzione di serie

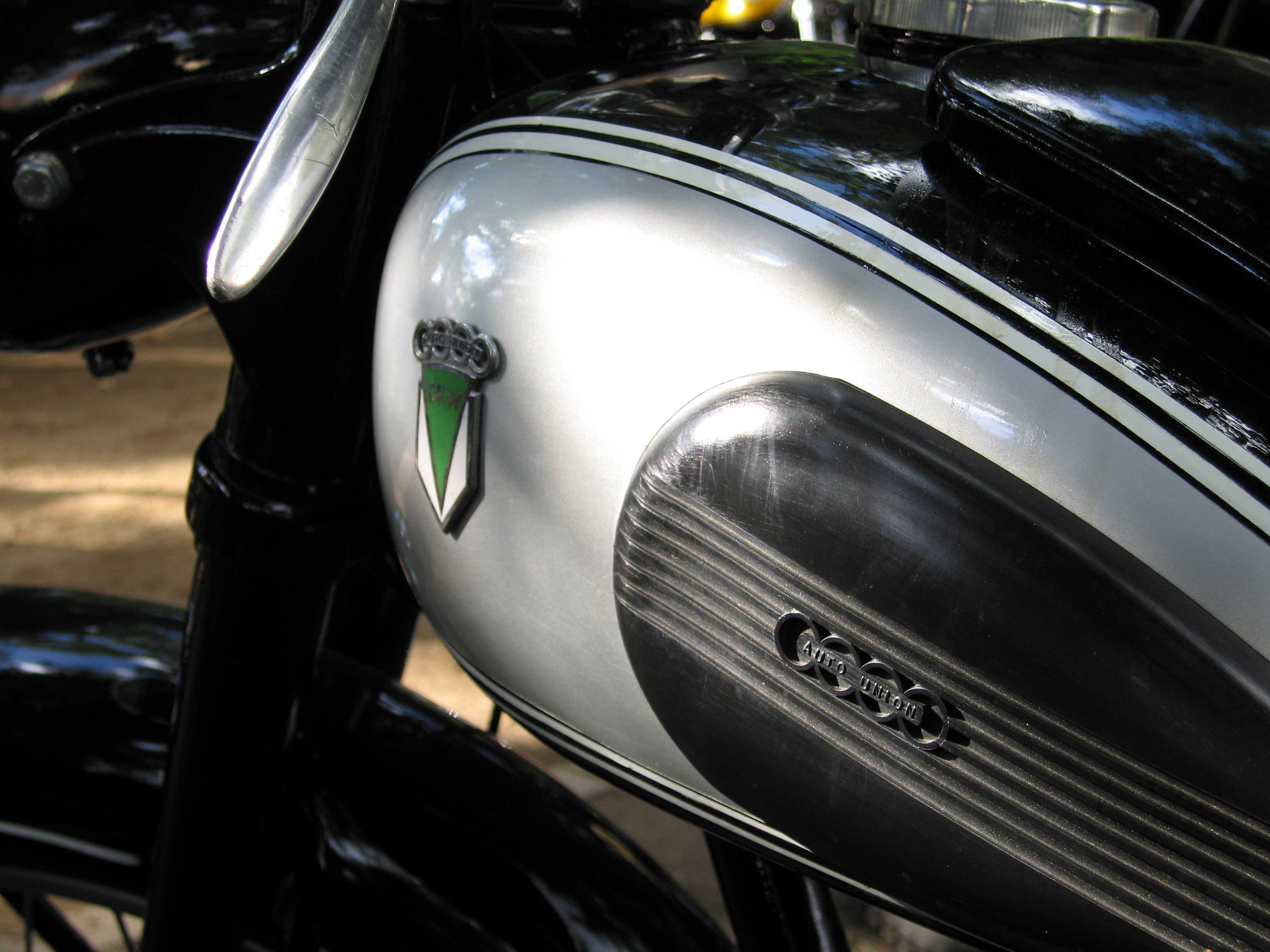
Il serbatoio di una moto DKW recante anche lo stemma Auto Union: anche la produzione automobilistica dei quattro marchi prevedeva, dopo la nascita dell'Auto Union, il doppio stemma

Il programma dell'Auto Union prevedeva di lasciare in vita tutti i quattro marchi che hanno contribuito alla sua nascita, ed ognuno avrebbe ricoperto una certa fascia di mercato. Così, mentre la DKW si sarebbe occupata di moto ed autovetture di fascia bassa, la Wanderer si sarebbe posizionata un gradino più in alto, occupandosi della produzione di vetture di fascia medio-bassa. Ancora più in alto, l'Audi avrebbe condiviso le basi meccaniche con la Wanderer, ma per produrre modelli di fascia medio-alta, con allestimenti più ricchi e motori più potenti. Al vertice si sarebbe trovata la Horch, ancora una volta incaricata di produrre modelli di lusso.
Durante i primi due anni di esistenza, l'Auto Union non sembrò funzionare così bene come prospettato, ma solo perché si trattava di dare un assetto razionale ed efficiente alla produzione automobilistica. La produzione di motocicli, invece, non sembrò conoscere momenti particolarmente critici: la DKW fu ancora la massima produttrice mondiale di moto al momento della nascita dell'Auto Union e la sua reputazione in quel campo era solidissima, anche se la Wanderer non poté più fornire alla DKW alcun appoggio in tal senso (la produzione motociclistica fu fatta cessare già nel 1925).
Un primo grosso guadagnò di notorietà e reputazione si ebbe nel 1934 con l'ingresso dell'Auto Union nel mondo delle competizioni, ma a quella che fu la vera svolta si arrivò solo nel 1936, dopo che i vertici Auto Union si adoperarono per razionalizzare la produzione automobilistica, secondo canoni che all'epoca erano piuttosto innovativi, e che alla fine del secolo sarebbero divenuti la norma, anzi, una necessità per la sopravvivenza di un costruttore automobilistico. In pratica, i quattro marchi dell'Auto Union avrebbero dovuto condividere parti meccaniche, motoristiche e di telaio, laddove possibile, in maniera da contenere i costi di produzione. Per questo motivo, furono in particolare l'Audi e la Wanderer a scambiarsi componenti, ma anche la Horch attinse ampiamente dal calderone dei marchi inferiori. Non vennero però in alcun modo stravolte le singole identità dei marchi, perciò una DKW sarebbe rimasta tale così come per la Horch e per gli altri due marchi. Mentre la Wanderer avrebbe prodotto nel suo stabilimento e la DKW avrebbe utilizzato l'impianto di Zschopau per le moto, l'Audi avrebbe dovuto sfruttare in parte le strutture della Horch, perché il vecchio stabilimento Audi di Zwickau fu utilizzato per la costruzione delle vetture DKW a trazione anteriore.
Nel 1936, la sede dell'Auto Union fu trasferita da Zschopau a Chemnitz, dove vennero create delle suddivisioni per quanto riguarda i settori operativi. Nacquero così lo ZKEB (Zentrales Konstruktions- und Entwicklungsbüro = Ufficio centrale per progettazioni e costruzioni), lo ZVA (Zentrales Versuchsanstalt = Reparto centrale ricerche) ed il KEKB (Karosserie Entwicklungs- und Konstruktionsbüro = Ufficio per lo sviluppo e la costruzione di carrozzerie).

Fu solo dopo tale organizzazione che le cifre di produzione salirono ad alti livelli: nel 1938 la produzione dell'Auto Union rappresentò il 23.4% dell'intera produzione tedesca, posizionando il colosso sassone al secondo posto dopo la Opel, quest'ultima forte della sua fetta di mercato pari al 41%.

#### Le vetture da competizione

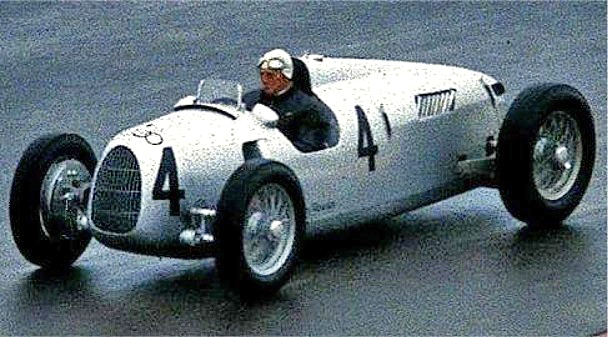
Un'Auto Union Typ C

Negli anni trenta, il marchio Auto Union fu utilizzato esclusivamente per la costruzione di automobili da competizione, limitandosi ad apporre il proprio logo sulle vetture Audi, DKW, Wanderer e Horch che continuarono ad essere commercializzate con i marchi d'origine. Le vetture da gara, progettate da tecnici del calibro di Ferdinand Porsche e Rudolf Hruschka, conquistarono numerosi Gran Premi negli anni che precedettero la seconda guerra mondiale.
L'ingresso dell'Auto Union nel mondo delle competizioni si ebbe grazie agli stretti rapporti della Wanderer, ed in particolare di Klaus-Detlof von Oertzen con Ferdinand Porsche. Questi, dopo aver fondato il suo ufficio di progettazioni, trovò proprio nella Wanderer il suo primo cliente. Da lì i rapporti si intensificarono rapidamente: dopo le prime commesse a Porsche, vide come passo successivo quello di entrare nel mondo delle competizioni, perciò già nel 1931 propose a Porsche la progettazione di una vettura da gara. il progetto fu avviato, ma giunse ad una fase ben definita solo alla fine del 1932. Nel frattempo, nacque l'Auto Union e tutti i progetti della Wanderer furono rilevati dal nuovo gruppo automobilistico, compreso quello relativo alla vettura da competizione. Ma inizialmente non fu facile: le ripercussioni della crisi economica tagliarono i fondi anche all'Auto Union, che lasciò tutto quanto in sospeso. Solo con l'ascesa al potere di Adolf Hitler fu possibile tornare sul progetto. Hitler, infatti, era desideroso di promuovere un'immagine sportiva della Germania nazista e tra le varie discipline da lui previste, un posto particolare spettava all'automobilismo. Pertanto il cancelliere tedesco avrebbe fornito a tale scopo dei fondi alle Case costruttrici interessate, allo scopo di investire in tal senso. Fu in quel momento che Porsche ed Auto Union poterono tornare al progetto della vettura da competizione.
Fu così che nel 1934 nacque la Auto Union Type A, la prima della serie di vetture da competizione utilizzate durante gli anni trenta dall'Auto Union. Contemporaneamente, ad un membro dell'Auto Union, August Momberger, fu affidato il nuovo reparto corse Auto Union di Chemnitz, anche se l'assemblaggio fu affidato allo stabilimento di Zwickau. Con il tempo, le Auto Union da competizione si rivelarono via via sempre più agguerrite: schierando l'Auto Union Type C, il costruttore tedesco vinse nel 1936 con il pilota Bernd Rosemeyer il Campionato Europeo Grand Prix, antesignano dell'attuale Campionato di Formula 1.
Tra i piloti spicca il nome del grande Tazio Nuvolari che, al volante di un'Auto Union D, conquistò il Gran Premio d'Italia del 1938. Nuvolari inflisse alla casa tedesca anche una delle più cocenti sconfitte, imponendosi alla guida di un'Alfa Romeo della Scuderia Ferrari, nel Gran Premio di Germania del 1935 sulla pista del Nürburgring, di fronte ai gerarchi nazisti venuti per assistere al trionfo dell'industria tedesca. Tra i vari altri piloti che in quegli anni si alternarono alla guida delle Auto Union, vanno senz'altro ricordati: Hans Stuck, Achille Varzi, Ernst von Delius e Paul Pietsch.

### Guerra, dopoguerra ed età moderna

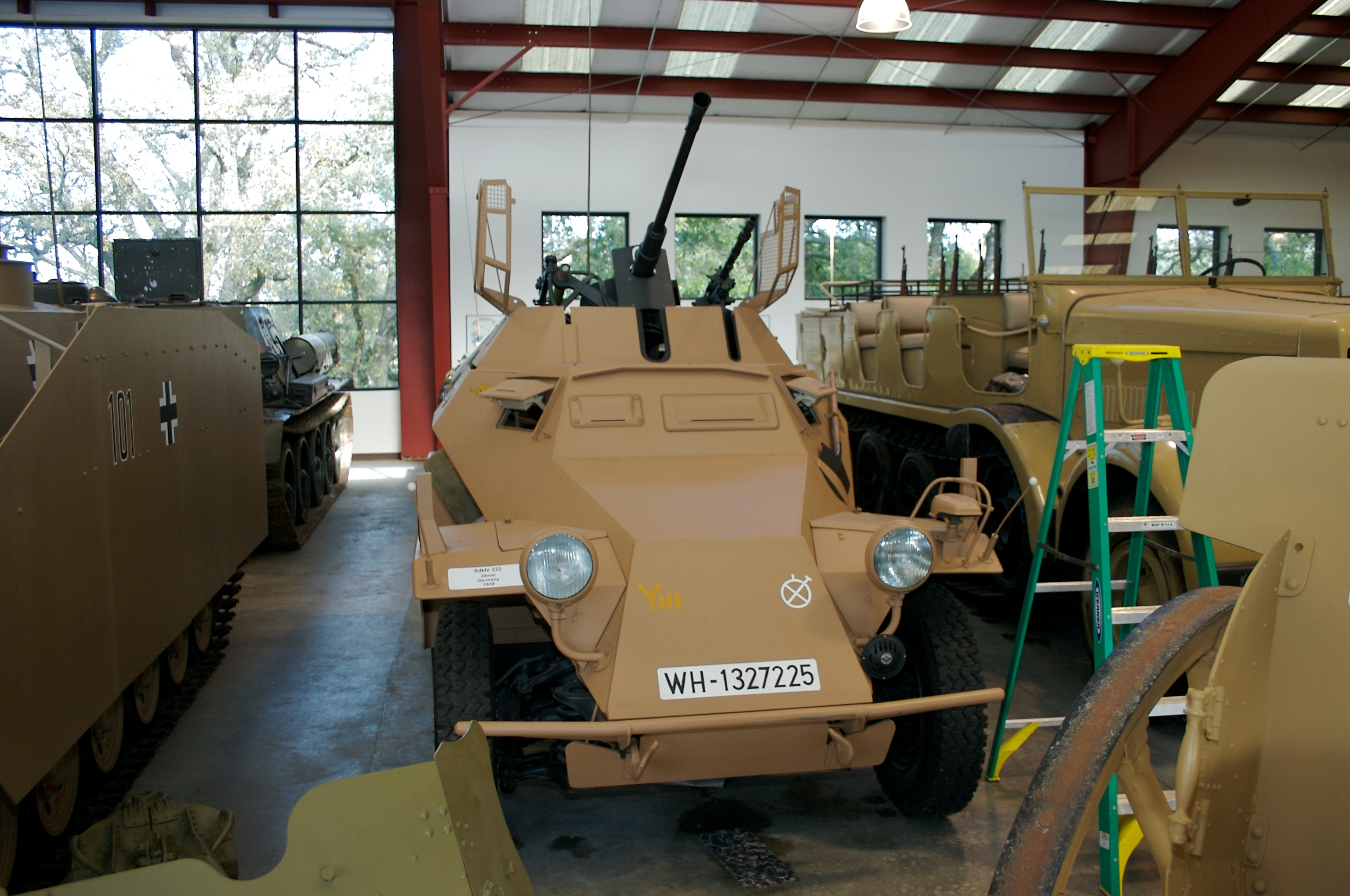
L'autoblindo Sd.Kfz. 222.

Nella Germania che si preparava allo sforzo bellico, le industrie automobilistiche furono coinvolte nello sviluppo di veicoli militari durante gli anni trenta e l'Auto Union divenne un importante fornitore per le forze armate tedesche. Allo scoppiare della seconda guerra mondiale la produzione civile fu interrotta nel maggio 1940, convertendo tutta la capacità produttiva alle commesse militari.
In quel periodo l'Auto Union produsse, oltre a varie vetture fuoristrada del tipo Einheits-PKW, anche l'autoblindo Sd.Kfz. 222, spinto da un Motore V8 Horch/Auto Union da 81 CV, mentre la Kraftfahrzeug 11 (KFZ 11), conosciuta anche come Horch Typ 830, venne usata per gli spostamenti degli ufficiali tedeschi.
Gli impianti furono bombardati pesantemente e danneggiati in modo grave durante gli ultimi due anni del conflitto e il 17 aprile 1945 la città di Zwickau fu occupata dall'esercito statunitense, ma con il ritiro avvenuto il successivo 30 giugno la città e gli stabilimenti sassoni dell'azienda (gli impianti della Horch - che producevano anche le Auto Union da competizione - e gli impianti Audi) furono occupati dall'Armata rossa.

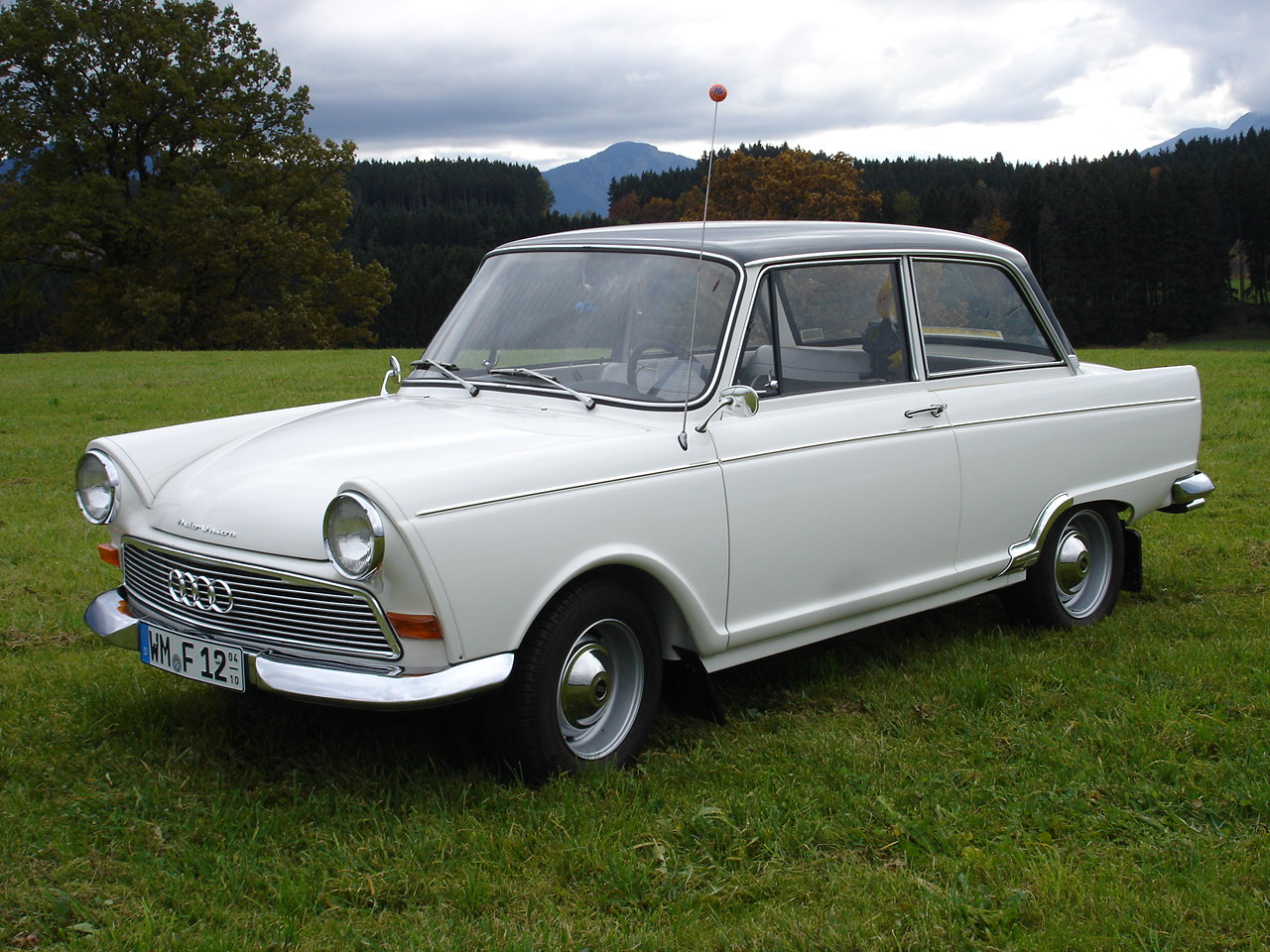
La DKW F12 Junior Saloon (1963-1965)

Nel dopoguerra gli stabilimenti Auto Union in Sassonia furono espropriati dal governo della Repubblica Democratica Tedesca e nazionalizzati. Il gruppo si ricostituì nella Germania Ovest il 3 settembre 1949 come AUTO UNION GmbH, usando altri impianti sopravvissuti e studiando nuovi piani di produzione. Nello stesso anno venne posta la prima pietra per la costruzione del nuovo stabilimento ad Ingolstadt in Baviera. Riprese quindi sia la produzione automobilistica che quella motociclistica, entrambe con marchio DKW. Gli altri tre marchi appartenenti all'Auto Union non vennero utilizzati, anche se la Casa tedesca ne fu ancora la detentrice dei diritti. Tra le produzioni di questo periodo vi furono il modello F89 e le sue evoluzioni successive tra cui le 1000 e 1000 SP (unico caso di utilizzo diretto del marchio Auto Union nel secondo dopoguerra), F89, ma soprattutto i modelli DKW Junior, F11 ed F12  che furono i modelli più popolari nella prima metà degli anni '60. Ci fu anche un veicolo ad uso principalmente militare (per quanto ne sia stata prodotta anche una versione civile), la Munga.

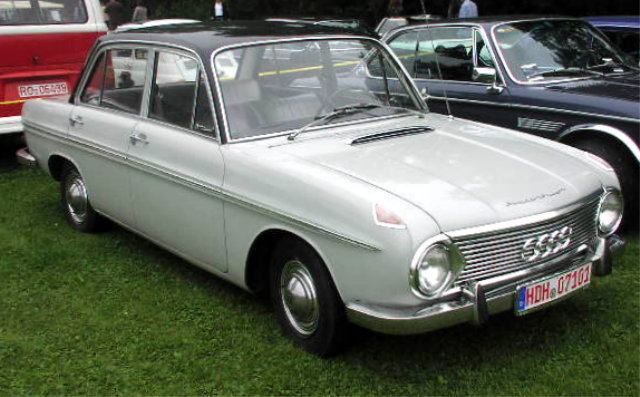
Una DKW F102, ultima autovettura DKW della storia

Nel 1958 la società venne acquisita dalla Daimler-Benz, interessata ad ampliare verso il basso la sua gamma, costituita essenzialmente dai modelli Mercedes-Benz (e dagli autocarri-fuoristrada della Unimog). Ma nel giro di breve tempo, la Daimler-Benz rinunciò al suo programma e, nel 1964, cedette l'intera Auto Union alla Volkswagen, con qualche eccezione (i diritti del marchio Horch, per esempio, rimasero alla Daimler-Benz). Nei primi anni furono prodotte autovetture DKW e Audi con il logo a quattro anelli dell'Auto Union, seguendo la tradizione d'anteguerra. In particolare, il primo modello della gestione Volkswagen fu la DKW F102, ultima vettura recante il marchio DKW, e destinata ad essere sostituita dalla Audi 72, prima esponente della famiglia F103 e prima Audi del dopoguerra, capostipite di tutta una serie di generazioni di vetture che sarebbero arrivate fino ai giorni nostri, ritrovando il prestigio perduto nel corso dei decenni passati. Con la cessata produzione automobilistica della DKW, nel 1968, rimasero solamente le Auto Union Audi, pertanto il nome Auto Union continuò ad essere utilizzato. La Volkswagen, proprietaria anche della NSU Motorenwerke AG, decise la fusione delle aziende a partire dal 10 marzo 1969, dando vita alla Audi NSU Auto Union AG. Nel 1985, otto anni dopo la cessazione della produzione della NSU Ro80 avvenuta nel 1977 (ultima automobile commercializzata con quel marchio), il presidente del gruppo Volkswagen Ferdinand Piëch decise di semplificare il marchio dell'azienda, eliminando lo storico Auto Union per sostituirlo con il più semplice Audi.